# Honda MB-5
Honda MB-5 är en moped från Honda. Honda MB-5 är en systermodell till Honda MT-5. MB-5 är en vägvariant, medan MT-5 är en crossvariant.

## Ram, säte och bensintank
MB-5 och MT-5 har snarlika men inte exakt likadana ramar, fästen för tank och dyna är de huvudsakliga skillnaderna. Dämparna på MB-5 är utformade så mopeden är relativt låg, medan MT-5 är hög. Eftersom den marknadsfördes som "15-åringens MC" så har den ett MC-liknande säte, d.v.s. man nästan ligger på mopeden.
Bensintanken på MB-5 rymmer 7 liter (varav 1 liter är reserv), och går från ungefär ovanför motorn och in en bra bit under sätet. 
Framför bensintanken finns ett förvaringsutrymme med hållare för en reservsäkring och en specialplats för verktygssatsen. Även påfyllning till oljetanken sker därifrån.

## Motor
MB-5 har även en snarlik motor som MT-5, de största skillnaderna är avgasröret och att det sitter en varvräknare på MB-5. I övrigt finns inga betydelsefulla skillnader, men detaljer på motorblocket skiljer och förgasarna är inte exakt likadana heller. Motorn går väldigt fint och vibrationsfritt då den är utrustad med balansaxel. Den har som standard i Sverige en 4-växlad låda, men kan konverteras till 5/6-växlad.

## Däck och bromsar
Eftersom MB-5 är vägvarianten så har den finmönstrade däck. Den har en trumbroms bak, men har utrustats med en skivbroms fram för optimal bromsförmåga på asfalt.

## Varianter
MB-5 fanns i färgerna: blå, röd, vit och svart. Det gjordes även en 80 cc variant (MB-8) som ej såldes i Sverige.